# Alderney
Alderney (francès Aurigny, normand Aoeur'gny) és la més septentrional de les Illes Anglonormandes i Dependència de la Corona Britànica. Forma part de la batllia de Guernsey.
Té 5 km de llarg i 3 km d'ample, convertint-la en la tercera de les Illes del Canal en extensió. Es troba aproximadament a 10 milles a l'oest del Cap de la Hague en la Península de Cotentin, Normandia, França; 20 milles al norest de Guernsey i 60 milles al sud de la costa anglesa. També és l'Illa més propera a França i a Anglaterra. Es troba separada del Cap de la Hague pel perillós corrent d'Alderney. L'illa té una població de 2.400 habitants. L'única parròquia d'Alderney és la de Saint Anne, la qual és també la població principal, i compte amb una bella església, i un carrer principal empedrat, a més d'escola primària, secundària, una oficina postal, hotels, restaurants, bancs i botigues. Alderney té una població una miqueta madura, sent per a moltes persones majors una destinació de retir.

## Història
Alderney comparteix la història de les altres Illes del canal, convertint-se en illa en el Neolític, quan les aigües del Canal de la Mànega van pujar de nivell. L'etimologia del nom de l'illa és obscur. Se sap que el nom en llatí és Riduna (donant-los el gentilici de Ridunis als habitants d'Alderney), però tal com els altres noms de la resta de les Illes del Canal, en el període romà va existir un grau de confusió. Ridunia podria ser el nom original de Tatihou, quan es conjectura que el d'Alderney podria haver estat Sarmia. Alderney/Aurigny és suposadament un nom germànic o fins i tot cèltic. Pot ser també una corrupció d'Adreni o Alrene, que es deriva de la paraula en l'Antic Norse que significa "illa propera a la costa". Alternativament pot derivar d'altres tres termes: alda (ona), renna (corrent fort), i oy o ey (illa).
Després d'escollir la independència de França i lleialtat al monarca anglès, com a Duc de Normandia, en 1204, Alderney es va desenvolupar lentament i no va estar molt relacionada amb la resta del món. Això fins que el govern britànic va decidir fortificar massivament les illes en el segle xix, i construir un port per a protegir-se de possibles atacs francesos. Una entrada d'obrers anglesos i irlandesos, més la guarnició britànica estacionada en l'illa, va dur a una ràpida anglització. El port mai va ser completat —l'escullera restant (dissenyat per James Walker) és un dels paratges de l'illa.
Quan l'exèrcit alemany amenaçava d'ocupar l'illa el 1940, la població sencera va ser evacuada. Els alemanys van ocupar l'illa fins al seu alliberament el 16 de maig de 1945 (una setmana després de retirar-se de la resta de les Illes del Canal), però la població no va tenir oportunitat de tornar fins a desembre d'aquest any. Els alemanys van deixar la seva petjada en Alderney, deixant dos camps de concentració: Lager Norderney i Lager Sylt, els únics en sol britànic ocupat,construint búnquers i altres construccions. Durant els dos anys següents al final de la Segona Guerra Mundial, Alderney funcionà com una gran granja. Els artesans eren pagats pels seus empleadors, mentre altres eren empleats pel govern local amb els guanys de les vendes de la granja. La resta del guany es va reservar per a pagar al govern del Regne Unit per la reconstrucció de l'illa.
El ressentiment de la població local per no poder controlar la seva pròpia terra va ser un catalitzador perquè el Regne Unit promulgués la "Llei del Govern d'Alderney, 1948", que va entrar en vigor el primer de gener de 1949. La llei fixa l'organització i elecció dels Estats d'Alderney, el sistema judicial i, per primera vegada a Alderney, la imposició d'impostos. A causa de la reduïda població d'Alderney, es creia que l'illa no podria ser autosuficient per a donar servei a l'aeroport i al port, així com per a proveir altres serveis equivalents als del Regne Unit. Els impostos es recolliren juntament amb els ingressos generals del Batlle de Guernsey i administrats pels Estats de Guernsey. Guernsey va esdevenir responsable de proveir algunes de les funcions i serveis governamentals.
Durant el segle xx Alderney ha vist força canvis, des de la construcció de l'aeroport a la fi del 1930, fins a la mort dels últims parlants de la llengua autòctona (l'auregnais, un dialecte de l'idioma normand). L'economia s'ha desplaçat d'una dependència en l'agricultura als serveis financers i el turisme.

## Administració
Té un governador propi (el 1994 era G. Baron) i uns Estats de 12 membres per als afers interns, escollits per sufragi universal.

## Geografia
Geogràficament Alderney és similar a les altres illes Anglonormandes que té serrals abruptes contornejats per platges sorrenques i dunes. Té un clima temperat, i moderat pel mar, i estius usualment més càlids que en la resta de les Illes Britàniques. Viatjar a Alderney és bastant senzill, i en temporada és un centre de vacances popular. Existeixen vols diaris des de Bournemouth, Brighton. Southampton, Jersey i Guernsey. Per vaixell, hi ha rutes entre les Illes i França, així com amb les altres Illes del Canal.
El Ferrocarril d'Alderney, és l'únic ferrocarril a les Illes del Canal. L'illa està envoltada per illots que han causat centenars de naufragis. Existeixen dos corrents molt traïdorencs a banda i banda de l'illa: "he Swinge" entre Alderney i Burhou, just fora de la badia, i "La Raz" entre l'illa i la costa de Normandia.

## Cultura
L'Auregnais, el dialecte normand local es troba extint, i el francès ha deixat de ser utilitzat en l'illa (excepte per turistes); deixà de ser idioma oficial en 1966, és negligit en el sector educatiu, i també quan la majoria de la població va ser evacuada durant la Segona Guerra Mundial. Així i tot actualment, molta de la toponímia local es troba en francès. El golf, així com la pesca i altres esports aquàtics són esports populars a l'illa, la qual compta amb una bona quantitat de clubs i associacions relacionats amb aquestes i altres activitats d'esplai. Degut en part al gran nombre de turistes, Alderney compta amb un sorprenent nombre de restaurants i llocs públics. L'"Alderney Week" és celebrada des del primer dilluns d'agost, durant la qual es porten a terme un nombre d'esdeveniments. "Calvacade Day" pren lloc en el mateix dilluns, en el qual els residents construïxen flotants al·legòrics a un tema particular. La Processó de la Torxa, en la tarda del dissabte, consta d'una desfilada popular en el centre del poble, carregant torxes fins a una fogata general en el camp comunitari. La jornada acaba amb focs artificials i un concert a l'aire lliure en una pedrera abandonada. Com que és un lloc tranquil, Alderney ha atret a un nombre de residents famosos, incloent els autors T. H. White, i Elizabet Beresford, i l'actriu Julie Andrews.